# نهر سولا
نهر السولا (باللغة الأوكرانية: Сула́؛ الروسية: Су́ла)؛ هو ممر مائي وأحد روافد نهر دنيبر يبلغ طوله 363 كيلومترًا وحوض النهر مساحته تُقدر بحوالي 19,600كم².
ينبع من مقاطعة سومي في شمال شرق أوكرانيا، ويصب الرافد بنهر الدنيبر عبر حوض كريمنشوك، ويشكل مع حوض كريمنشوك دلتا كبيرة مع العديد من الجزر، حيث تعيش أنواع نادرة من الطيور. لنهر سولا عدة روافد، أهمهم نهر أودي وكذلك روافد صغيرة مثل أوزيتسيا، سليبوريد، ورومين الذي ينبع من مقاطعة تشرنيهيف. المدن التي يمر منها نهر سولا هي رومني، لوخفيتسيا ولوبني.

## معرض الصور

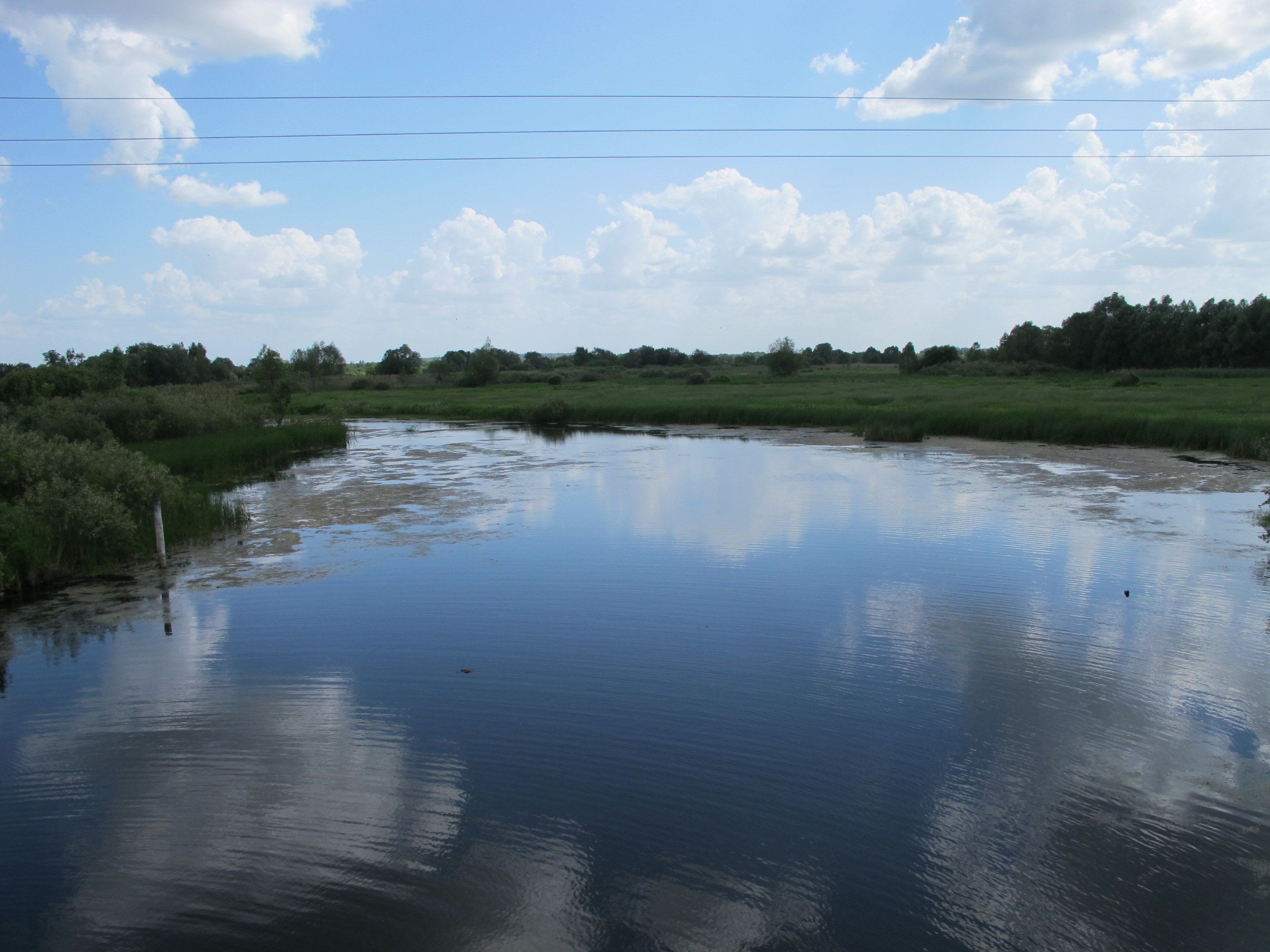

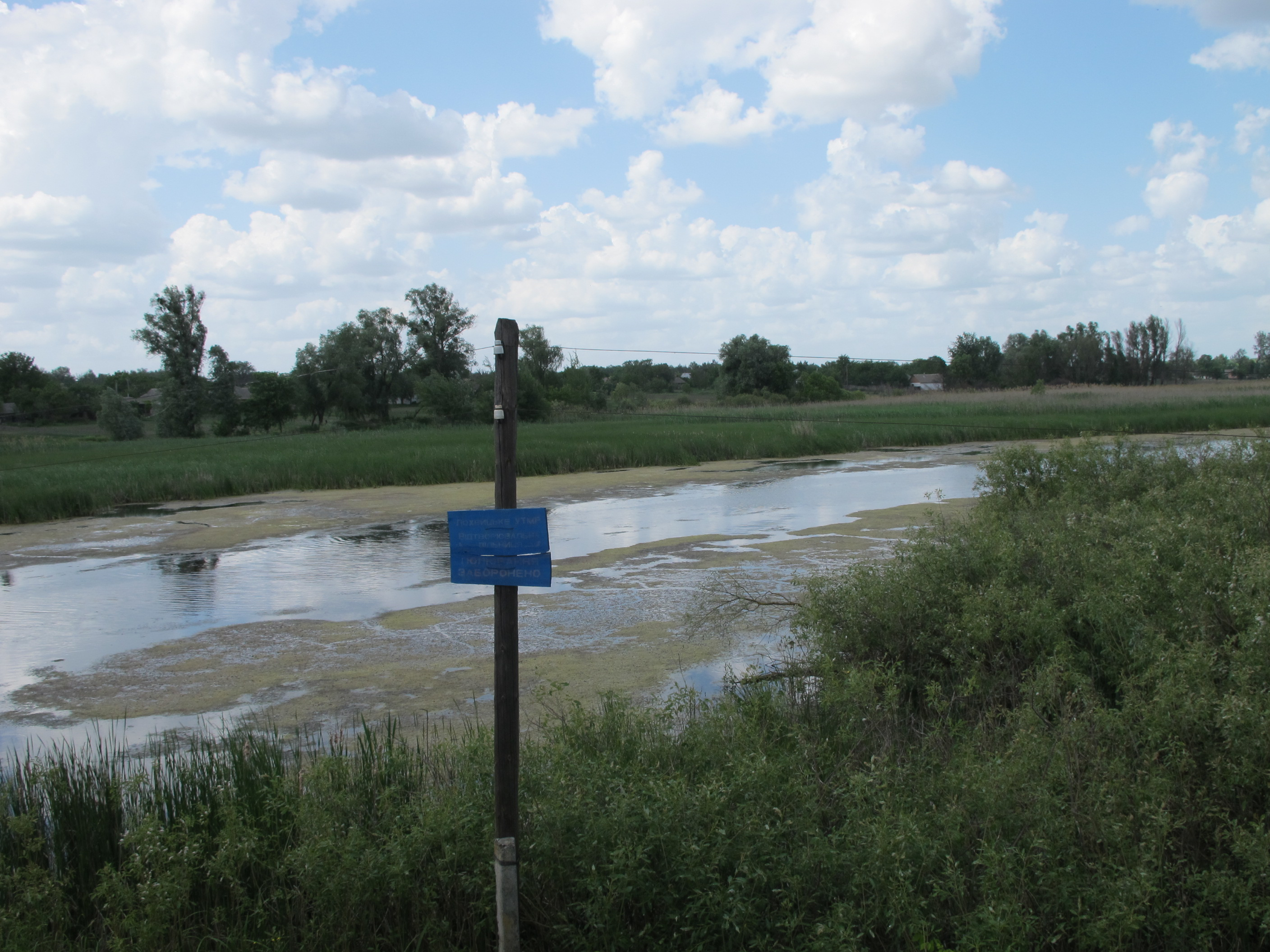

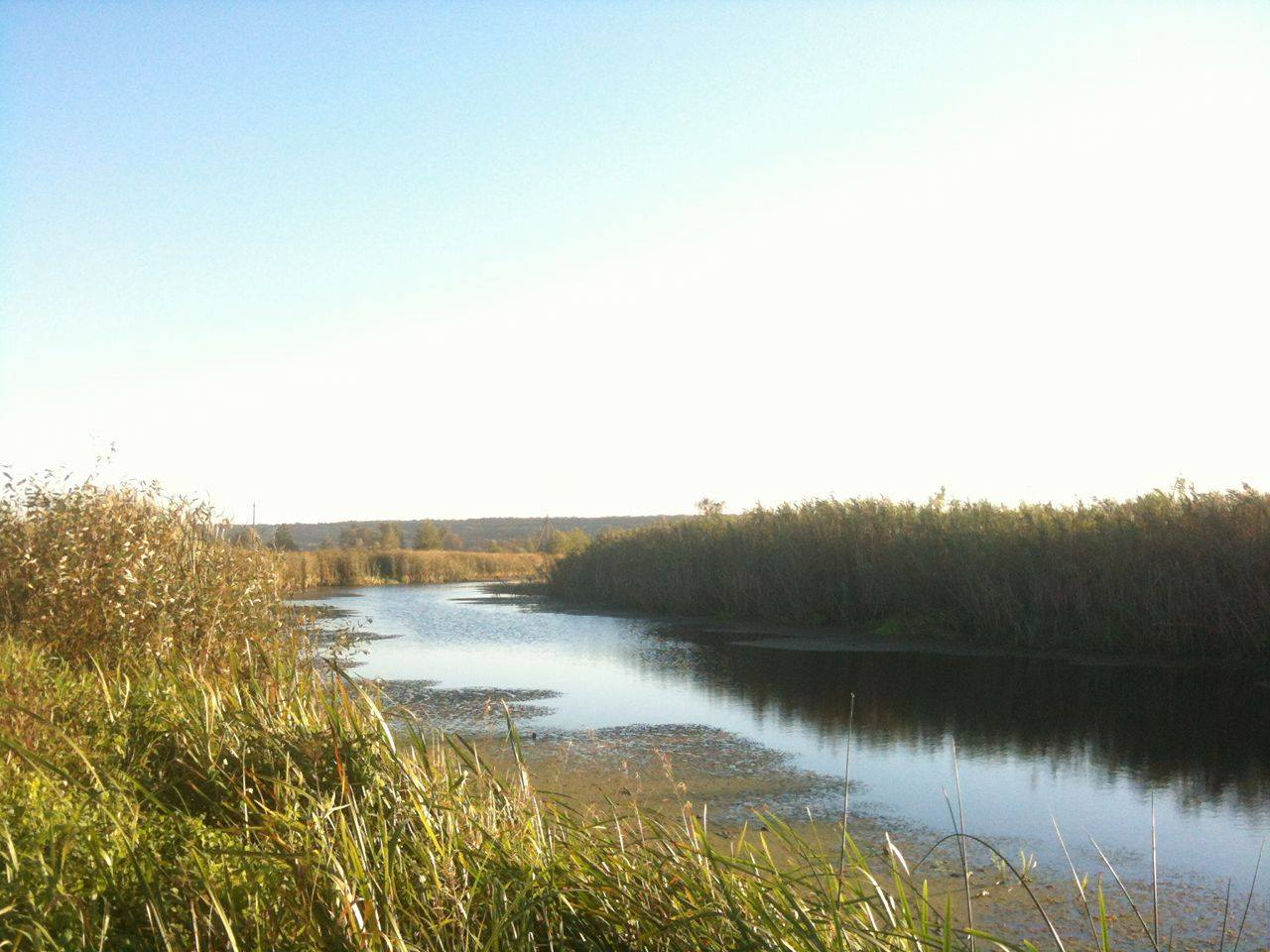
نهر سولا بالقرب من قرية ختولي.

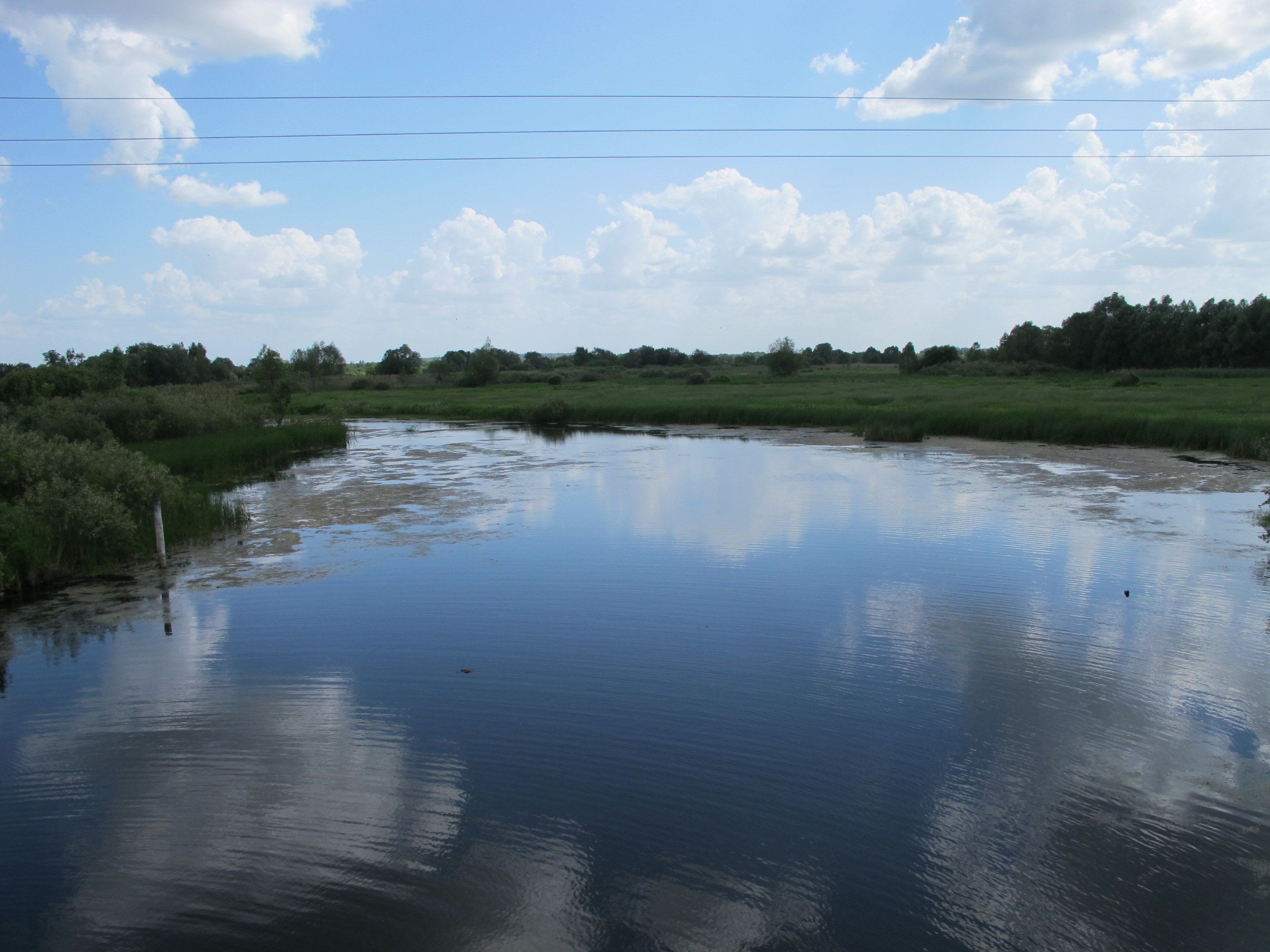
نهر سولا في قرية بيسكي